# Scopula sanguinisecta
Scopula sanguinisecta là một loài bướm đêm trong họ Geometridae.